# Hellifield
Hellifield är en by och en civil parish i North Yorkshire i England. Civil parish har 1 063 invånare (2001).